# Philippscelus panayensis
Philippscelus panayensis – gatunek chrząszcza z rodziny bogatkowatych, podrodziny Agrilinae i plemienia Coraebini.

## Taksonomia
Gatunek ten został opisany w 2005 roku przez Charlesa L. Bellamy. Nazwa gatunkowa pochodzi od miejsca występowania.

## Opis
Bogatkowaty ten od innych gatunków z rodzaju Philippscelus wyróżnia się czarną barwą oskórka.

## Występowanie
Gatunek ten jest endemitem Filipin, znanym dotąd jedynie z wyspy Panay.